# Ariel Helwani
Ariel Helwani (Montreal, Quebec; 8 de julio de 1982) es un periodista deportivo canadiense, conocido por su cobertura de artes marciales mixtas o MMA. Es conocido por su trabajo en MMA Fighting, pero también ha trabajado para Fox Sports y ESPN. Helwani ganó el premio al Periodista del Año de MMA en los World MMA Awards todos los años desde 2010.

## Primeros años
Ariel Helwani (nombre en hebreo para León de Dios) nació de padres judíos mizrajíes en Montreal, Quebec, Canadá, como el menor de cuatro hermanos. Su padre es de linaje sirio pero nació y creció en Alejandría y su madre proviene de Beirut, quien se había instalado con su familia en dicha ciudad canadiense como refugiados de la guerra civil libanesa. Helwani es el sobrino materno de David Saad, un judoca que compitió en el evento masculino de peso ligero en los Juegos Olímpicos de Montreal 1976; y Gad Saad, un psicólogo evolutivo. Es políglota, hablando inglés, francés y hebreo con fluidez, además de entenderle al español y árabe.
Helwani creció entre Monte Royal y Westmount, y asistió a Akiva School y Herzliah High School. En 2004, se graduó de la Escuela de Comunicaciones Públicas SI Newhouse de la Universidad de Siracusa de Nueva York. Mientras estuvo allí, presentó un programa de radio deportivo en el WERW dirigido por estudiantes y recibió una pasantía de verano con NBC que cubría los Juegos Olímpicos de Atenas 2004, pero tuvo que retirarse debido a una lesión en el tobillo. Aunque Helwani llevaba desde adolescente interesándose por las artes marciales mixtas, fue cuando asistía a la universidad que decidió seguir una carrera en allí. Helwani ha declarado que quería ser el «Howard Cosell de MMA». Le da crédito a su madre, «a quien [sus] amigos siempre llamaban para pedir consejo», por sus habilidades para las entrevistas, y a su padre, «que nunca dio una excusa ni se tomó un día libre por enfermedad», por su ética de trabajo.

## Carrera
Después de haber realizado una pasantía en HBO a principios de 2003, Helwani se convirtió en asistente de producción deportiva en la compañía en 2004. Después de un período de un mes en Spike TV, renunció para fundar su propio sitio web el 19 de octubre de 2007, JarryPark. com. Dijo que comenzó a construir su red enviando mensajes a todos los luchadores que pudo encontrar en Myspace. Helwani también trabajó para los sitios web MMA Rated, Versus.com y FanHouse de AOL. Comenzó a trabajar en MMA Fighting, después de que AOL la comprara en 2009. Allí, Helwani lanzó el programa semanal The MMA Hour with Ariel Helwani en junio de 2009, que produjo y presentó. La naturaleza dual de audio y visual del programa fue influenciada por su amor por The Howard Stern Show. También presentó el programa The MMA Beat del sitio web en YouTube.

### Etapa con Fox Sports
Helwani se desempeñó como "Información privilegiada de MMA" para el programa semanal UFC Tonight de Fox Sports y otra programación previa y posterior al evento de 2011. Fue despedido de Fox en marzo de 2016. Helwani luego reveló que su la posición en UFC Tonight vino bajo la condición de que su cheque de pago debía provenir de Zuffa la empresa matriz de UFC. Calificándolo como el mayor arrepentimiento de su vida, mencionaba que aceptó el acuerdo considerando que el dinero provenía de Fox y "filtrado a través" de Zuffa. Según Helwani, «no les gustaban ciertas cosas de las que hablaba en mi programa. Pero nunca me dijeron que no fuera, o que no hablara de ciertas cosas. La gente con la que estaba realmente enojada era la gente de FOX, que simplemente dejaban que UFC dictara lo que estaban haciendo y no me defendían».

### Incidente de UFC 199
El 4 de junio de 2016, Helwani y dos de sus colegas de MMA Fighting fueron escoltados fuera de UFC 199 antes de que comenzara el evento principal. Se tomaron sus credenciales de prensa y se les prohibió de por vida todos los eventos de la promoción. El presidente Dana White anunció que la prohibición duraría «mientras yo esté aquí» y supuestamente agregó más tarde: «[Helwani] puede cubrir todos los eventos que quiera, simplemente no puede tener una credencial». Más temprano ese día, Helwani había informado que Brock Lesnar, entonces luchador de la WWE, regresaría a UFC 200, horas antes de que la empresa lo anunciara en la transmisión de UFC 199. El portavoz de UFC, Dave Sholler, dijo que «los estándares profesionales dictan que los periodistas deben comunicarse con UFC para hacer comentarios antes de informar una historia», pero que la primicia sobre el regreso de Lesnar no fue la única razón para la suspensión de Helwani. Joe Rogan declaró que le dijeron que UFC le había pedido a Helwani que no informara las noticias porque sospechaban que tenía un topo que le filtraba información y, sin saber quién era, despediría a todos los posibles sospechosos. Sin embargo, a través de su cuenta de Twitter, Helwani calificó la historia de Rogan como "100% inexacta". En un episodio de The MMA Hour, Helwani detalló el incidente en una emotiva transmisión. Dijo que lo llevaron a ver a White, quien le dijo que estaba prohibido por ser "demasiado negativo". Más tarde se enteró de que esta decisión fue tomada por el entonces CEO de UFC y fundador de Zuffa, Lorenzo Fertitta. Helwani mantuvo su decisión de informar la noticia de manera oportuna.
Las acciones de la UFC fueron criticadas por periodistas, y varios peleadores de alto perfil como Jon Jones y Chris Weidman que simpatizaban con Helwani. Weidman insistió en que «este deporte necesita del GOAT de informes de MMA».
Helwani le dio crédito a las reacciones de los medios y fanáticos por obligar a UFC a levantar la prohibición. El incidente de UFC 199 facilitó la formación en junio de 2017 de la Asociación de Periodistas de Artes Marciales Mixtas, con el presidente interino Dann Stupp declarando: «Nuestros esfuerzos iniciales en 2009 nunca despegaron, pero estamos haciendo esto ahora porque se ha vuelto cada vez más obvio». que está muy atrasado". En el momento de la formación, Helwani era miembro de su junta directiva.

### Llegada a ESPN
Con su contrato con MMA Fighting a punto de expirar en junio de 2018, Helwani recibió una oferta de ESPN en febrero. Notificó a MMA Fighting, pero nunca le ofrecieron un nuevo contrato. Helwani se unió a ESPN en junio de 2018, poco después de que la compañía anunciara su paquete de derechos de 5 años y $1,500 millones con UFC. Presentó el The MMA Show of Ariel Helwani en Twitter y YouTube, Ariel & the Bad Guy con Chael Sonnen en ESPN+ , y el pódcast DC & Helwani con Daniel Cormier. También contribuyó a transmisiones ocasionales de ESPN de la NBA. En junio de 2021, Helwani anunció su salida de ESPN después de no poder llegar a los términos de un nuevo contrato. Andrew Marchand del New York Post informó que Helwani ganó poco menos de $ 500,000 al año en ESPN, pero sus nuevas ofertas para él incluían una reducción salarial del 5% como parte de la reducción de costos en toda la empresa.

### Vuelta aMMA Fighting
Posteriormente, anunció su regreso a MMA Fighting y como presentador y productor de The MMA Hour, con un nuevo horario dos veces por semana. También comenzó a trabajar para BT Sport y Spotify, donde también cubre boxeo y lucha libre profesional, mientras crea contenido que no es de MMA para su propio canal de YouTube. Helwani lanzó una cuenta Substack para sus pensamientos escritos, explicando que no quiere que lo vean simplemente como 'el tipo de MMA' o 'el tipo de los deportes de combate'. Necesito hacer muchas cosas diferentes". En septiembre de 2021, se convirtió en embajador de marca de BetMGM. Después de hacer una pasantía en el programa en 2003, Helwani regresó a Real Sports con Bryant Gumbel en julio de 2022, esta vez como corresponsal al aire.

### Yahoo Sports y Uncrowned
En agosto de 2024, Helwani anunció que sus contratos con Spotify y MMA Fighting se habían cumplido, y aunque le ofrecieron un nuevo contrato, anunció que se uniría a Yahoo Sports, donde se desempeñaría como presentador de un nuevo programa vertical de deportes de combate llamado Uncrowned. Anunció que presentará un nuevo programa junto con algunos de sus colegas, llamado The Ariel Helwani Show, que comenzará a transmitirse tres veces por semana a mediados de octubre de 2024. Ha dicho que una de las razones de la medida es que ahora tendrá la libertad de hablar de más temas fuera de MMA, y que ahora será dueño de su propio contenido.

## Vida personal
Helwani se casó con Jaclyn Stein, directora ejecutiva y diseñadora de Anzie Jewelry, el 25 de octubre de 2008. Tienen tres hijos -dos mujeres y un varón-, y ambos se convirtieron en ciudadanos estadounidenses el 8 de marzo de 2022.
Helwani fue kosher desde el séptimo grado hasta mediados de los 20 años, cuando le resultó demasiado difícil cumplirlo mientras viajaba por trabajo, pero dijo que todavía usa tefilín todos los días.
Es fanático de los New York Knicks, Buffalo Bills, Toronto Blue Jays, Montreal Canadiens, Everton FC y el Nottingham Forest.

## Premios
Helwani ha ganado el premio al Periodista del Año de MMA en los World MMA Awards todos los años desde 2010. En 2011, Fight! La revista lo nombró como uno de sus Power 20, una lista de los «jugadores de poder, impulsores, agitadores, embajadores y revolucionarios más importantes en MMA». Helwani ganó el premio «Periodista del año 2014» en los Awakening WMMA Awards.